# Leichtathletik-Länderkampf der Männer 1966 BR Deutschland – Frankreich
| 6. Leichtathletik-Länderkampf mit bundesdeutscher Beteiligung 1966 | 6. Leichtathletik-Länderkampf mit bundesdeutscher Beteiligung 1966 |
| ------------------------------------------------------------------ | ------------------------------------------------------------------ |
|                                                                    |                                                                    |
| Ländervergleich der Männer: BR Deutschland – Frankreich            |                                                                    |
| Austragungsort                                                     | Berlin                                                             |
| Wettbewerbe                                                        | 20                                                                 |
| Datum                                                              | 9./10. Juli                                                        |
| 1. FRG 2. FRA                                                      | 112 Punkte 098 Punkte                                              |
| Chronik                                                            |                                                                    |
| ← FRG-SWE Geher (M)                                                | FRG-HUN (F) →                                                      |

Der sechste Vergleich des Länderkampfjahres 1966 war der erste Länderkampf des Jahres mit einem allgemeinen leichtathletischen Programm. Am 9./10. Juli trafen die bundesdeutschen Männer zum neunzehnten Mal in einem Zweiländerkampf auf Frankreich. Darüber hinaus hatte es mehrere Sechsländerkämpfe mit bundesdeutscher und französischer Beteiligung gegeben. Austragungsort des Aufeinandertreffens in diesem Jahr war das damals geteilte Berlin. In den Begegnungen zuvor hatte es ausschließlich bundesdeutsche Siege gegeben.

## Wettbewerbe und Modus
Auf dem Programm standen die bei Länderkämpfen üblichen zwanzig Disziplinen. Aus dem olympischen Wettbewerbskatalog fehlten nur der Marathonlauf, die beiden Gehdisziplinen und der Zehnkampf. Die Wertung erfolgte durchgängig nach dem Standardsystem.

## Rekorde
In dieser Veranstaltung wurden drei neue Landesrekorde aufgestellt:
- 3000-m-Hindernislauf – 8:32,0 min: Manfred Letzerich (Bundesrepublik Deutschland)
- 3000-m-Hindernislauf – 8:32,2 min: Guy Texereau (Frankreich)
- Stabhochsprung – 5,10 m: Hervé d’Encausse (Frankreich)

## Ergebnis
In den Laufdisziplinen konnte das bundesdeutsche Team etwas besser punkten als das französische. Es gab sechs bundesdeutsche Erfolge gegenüber vier französischen Siegen, beide Mannschaften kamen dabei auf je zwei Doppelerfolge. Von den beiden Staffeln gewann jedes Land je eine, wobei die Bundesrepublik Deutschland keine Punkte erhielt, weil die Staffel nicht das Ziel erreichte. Der Bereich Sprung war ausgeglichen, jedes Team entschied bei je einem Doppelerfolg je zwei Wettbewerbe für sich. In der Kategorie Wurf/Stoß sammelte die Bundesrepublik ein paar Punkte mehr als Frankreich. Beide Nationen lagen hier je zweimal vorn bei zwei Doppelerfolgen für die Bundesrepublik und ohne Doppelerfolg für Frankreich. Die weiteren Platzierungen auch auf den jeweiligen Rängen drei und vier brachten den bundesdeutschen Leichtathleten in der Endabrechnung mit 112 zu 98 Punkten den neunzehnten Gesamterfolg in den Zweiländerkämpfen mit diesem Gegner.

## Legende
Kurze Übersicht zur Bedeutung der Symbolik – so üblicherweise auch in sonstigen Veröffentlichungen verwendet:
| DNF | nicht im Ziel (did not finish)                               |
| NR  | Nationaler Rekord                                            |
| DR  | Deutscher Rekord                                             |
| w   | Rückenwindunterstützung über dem erlaubten Limit von 2,0 m/s |

## Resultate

### 100 m
| Platz | Athlet              | Land | Zeit (s) |
| ----- | ------------------- | ---- | -------- |
| 1     | Roger Bambuck       | FRA  | 10,0     |
| 2     | Manfred Knickenberg | FRG  | 10,2     |
| 3     | Hartmut Wilke       | FRG  | 10,3     |
| 4     | Claude Piquemal     | FRA  | 10,6     |

Datum: 9. Juli
Wind: +5,0 m/s

### 200 m
| Platz | Athlet             | Land | Zeit (s) |
| ----- | ------------------ | ---- | -------- |
| 1     | Roger Bambuck      | FRA  | 20,8     |
| 2     | Jean-Claude Nallet | FRA  | 21,1     |
| 3     | Josef Schwarz      | FRG  | 21,4     |
| 4     | Jürgen Schröter    | FRG  | 21,6     |

Datum: 10. Juli

### 400 m
| Platz | Athlet               | Land | Zeit (s) |
| ----- | -------------------- | ---- | -------- |
| 1     | Manfred Kinder       | FRG  | 46,9     |
| 2     | Jens Ulbricht        | FRG  | 47,0     |
| 3     | Jean-Pierre Boccardo | FRA  | 47,3     |
| 4     | Bernard Martin       | FRA  | 47,9     |

Datum: 9. Juli

### 800 m
| Platz | Athlet             | Land | Zeit (min) |
| ----- | ------------------ | ---- | ---------- |
| 1     | Franz-Josef Kemper | FRG  | 1:47,7     |
| 2     | Maurice Lurot      | FRA  | 1:48,0     |
| 3     | Dieter Bogatzki    | FRG  | 1:48,2     |
| 4     | François Châtelet  | FRA  | 1:49,8     |

Datum: 10. Juli

### 1500 m
| Platz | Athlet        | Land | Zeit (min) |
| ----- | ------------- | ---- | ---------- |
| 1     | Bodo Tümmler  | FRG  | 3:42,3     |
| 2     | Michel Jazy   | FRA  | 3:42,6     |
| 3     | Jean Wadoux   | FRA  | 3:45,0     |
| 4     | Klaus Prenner | FRG  | 3:49,2     |

Datum: 9. Juli

### 5000 m
| Platz | Athlet         | Land | Zeit (min) |
| ----- | -------------- | ---- | ---------- |
| 1     | Harald Norpoth | FRG  | 14:43,6    |
| 2     | Michel Bernard | FRA  | 14:44,4    |
| 3     | Werner Girke   | FRG  | 14:45,2    |
| 4     | Noël Tijou     | FRA  | 14:47,6    |

Datum: 10. Juli

### 10.000 m
| Platz | Athlet        | Land | Zeit (min) |
| ----- | ------------- | ---- | ---------- |
| 1     | Peter Kubicki | FRG  | 28:51,6    |
| 2     | Lutz Philipp  | FRG  | 28:53,2    |
| 3     | Jean Fayolle  | FRA  | 31:21,8    |
| 4     | Guy Caillet   | FRA  | 31:41,2    |

Datum: 9. Juli

### 110 m Hürden
| Platz | Athlet          | Land | Zeit (s) |
| ----- | --------------- | ---- | -------- |
| 1     | Marcel Duriez   | FRA  | 14,1     |
| 2     | Werner Trzmiel  | FRG  | 14,2     |
| 3     | Hinrich John    | FRG  | 14,3     |
| 4     | Pierre Schoebel | FRA  | 14,4     |

Datum: 9. Juli

### 400 m Hürden
| Platz | Athlet            | Land | Zeit (s) |
| ----- | ----------------- | ---- | -------- |
| 1     | Robert Poirier    | FRA  | 50,5     |
| 2     | Jean-Jacques Behm | FRA  | 50,6     |
| 3     | Gerhard Hennige   | FRG  | 50,6     |
| 4     | Rainer Schubert   | FRG  | 51,3     |

Datum: 10. Juli

### 3000 m Hindernis
| Platz | Athlet            | Land | Zeit (min) |
| ----- | ----------------- | ---- | ---------- |
| 1     | Manfred Letzerich | FRG  | 8:32,0 DR  |
| 2     | Guy Texereau      | FRA  | 8:32,2 NR  |
| 3     | Helmut Neumann    | FRG  | 8:46,0000  |
| 4     | Gilbert Gauthier  | FRA  | 8:48,6000  |

Datum: 10. Juli

### 4 × 100 m Staffel
| Platz | Besetzung      | Land                                                            | Zeit (s)                              |
| ----- | -------------- | --------------------------------------------------------------- | ------------------------------------- |
| 1     | Frankreich     | Marc Berger Jocelyn Delecour Claude Piquemal Roger Bambuck      | 39,5                                  |
| DNF   | BR Deutschland | Hartmut Wilke Josef Schwarz Jürgen Schröter Manfred Knickenberg | Überschreiten der ersten Wechselmarke |

Datum: 9. Juli

### 4 × 400 m Staffel
| Platz | Besetzung      | Land                                                                | Zeit (min) |
| ----- | -------------- | ------------------------------------------------------------------- | ---------- |
| 1     | BR Deutschland | Siegfried König Jens Ulbricht Hans Reinermann Manfred Kinder        | 3:07,0     |
| 2     | Frankreich     | Jean-Pierre Boccardo Jean-Jacques Behm Robert Poirier Michel Samper | 3:09,1     |

Datum: 10. Juli

### Hochsprung
| Platz | Athlet                | Land | Höhe (m) |
| ----- | --------------------- | ---- | -------- |
| 1     | Wolfgang Schillkowski | FRG  | 2,08     |
| 2     | Jacques Madubost      | FRA  | 2,04     |
| 3     | Ingomar Sieghart      | FRG  | 2,04     |
| 4     | Robert Sainte-Rose    | FRA  | 2,04     |

Datum: 9. Juli

### Stabhochsprung
| Platz | Athlet            | Land | Höhe (m) |
| ----- | ----------------- | ---- | -------- |
| 1     | Hervé d’Encausse  | FRA  | 5,10 NR  |
| 2     | Klaus Lehnertz    | FRG  | 4,80000  |
| 3     | Claus Schiprowski | FRG  | 4,70000  |
| 4     | Jacques Ouvaroff  | FRA  | 4,70000  |

Datum: 10. Juli

### Weitsprung
| Platz | Athlet         | Land | Weite (m) |
| ----- | -------------- | ---- | --------- |
| 1     | Jack Pani      | FRA  | 7,6700    |
| 2     | Jean Cochard   | FRA  | 7,65 w    |
| 3     | Hermann Latzel | FRG  | 7,55 w    |
| 4     | Uwe Töppner    | FRG  | 7,4400    |

Datum: 9. Juli

### Dreisprung
| Platz | Athlet        | Land | Weite (m) |
| ----- | ------------- | ---- | --------- |
| 1     | Günter Krivec | FRG  | 16,17     |
| 2     | Michael Sauer | FRG  | 16,11     |
| 3     | Jean Humbert  | FRA  | 15,23     |
| 4     | Éric Battista | FRA  | 15,13     |

Datum: 10. Juli

### Kugelstoßen
| Platz | Athlet              | Land | Weite (m) |
| ----- | ------------------- | ---- | --------- |
| 1     | Pierre Colnard      | FRA  | 17,52     |
| 2     | Traugott Glöckler   | FRG  | 17,48     |
| 3     | Dirk Wippermann     | FRG  | 17,43     |
| 4     | Jean-Claude Ernwein | FRA  | 17,00     |

Datum: 10. Juli

### Diskuswurf
| Platz | Athlet          | Land | Weite (m) |
| ----- | --------------- | ---- | --------- |
| 1     | Hein-Direck Neu | FRG  | 57,49     |
| 2     | Jens Reimers    | FRG  | 56,38     |
| 3     | Jacques Nys     | FRA  | 51,75     |
| 4     | Pierre Alard    | FRA  | 51,12     |

Datum: 9. Juli

### Hammerwurf
| Platz | Athlet        | Land | Weite (m) |
| ----- | ------------- | ---- | --------- |
| 1     | Uwe Beyer     | FRG  | 67,39     |
| 2     | Hans Fahsl    | FRG  | 64,31     |
| 3     | Bernard Vovau | FRA  | 56,20     |
| 4     | Pierre Alard  | FRA  | 50,90     |

Datum: 9. Juli

### Speerwurf
| Platz | Athlet             | Land | Weite (m) |
| ----- | ------------------ | ---- | --------- |
| 1     | Petelo Wakalina    | FRA  | 77,96     |
| 2     | Hermann Salomon    | FRG  | 75,64     |
| 3     | Christian Monneret | FRA  | 70,54     |
| 4     | Eugen Stumpp       | FRG  | 69,51     |

Datum: 10. Juli